# Streptocaulon
Streptocaulon là chi thực vật có hoa trong họ Apocynaceae.
Chi này được mô tả lần đầu tiên năm 1834. Nó chứa các loài bản địa Ấn Độ, Trung Quốc và Đông Nam Á.

## Từ nguyên
Tên khoa học của chi này là từ ghép của tiếng Hy Lạp στρεπτος = streptos = xoắn và καυλος = kaulos = thân, nghĩa là thân xoắn.

## Các loài
Chi này chứa 6 loài như sau:
- Streptocaulon albicans (Poir.) G. Don, 1837α: Đông Ấn Độ.
- Streptocaulon baumii Decne., 1844: Luzon và Mindoro tại Philippines.
- Streptocaulon corymbosum (Elmer) Elmer, 1938: Luzon tại Philippines.
- Streptocaulon cumingii (Turcz.) Fern.-Vill., 1880: Luzon tại Philippines
- Streptocaulon juventas (Lour.) Merr., 1935 (đồng nghĩa: S. griffithii): Ấn Độ, Đông Dương, Trung Quốc.
- Streptocaulon parviflorum (Poir.) G. Don, 1837α: Đông Ấn Độ.

## Chuyển đi
Chi này trước đây còn bao gồm, hiện tại đã chuyển sang các chi như Calotropis, Cryptolepis, Myriopteron, Periploca, Strophanthus, Vincetoxicum.
- S. calophyllum = Periploca calophylla
- S. chinense = Cryptolepis sinensis
- S. cochinchinense = Calotropis gigantea
- S. divaricatum = Strophanthus divaricatus
- S. extensum = Myriopteron extensum
- S. horsfieldii = Myriopteron extensum
- S. virgatum = Vincetoxicum virgatum

## Chưa dung giải
- Streptocaulon abyssinicum Hochst. ex Steud.
- Streptocaulon hamiltonii Wight
- Streptocaulon kleinii Wight & Arn.
- Streptocaulon mauritianum G.Don
- Streptocaulon obtusum Turcz.
- Streptocaulon sylvestre Wight
- Streptocaulon wallichii Wight

## Lưu ý
- ^α ^α  Trang tên sách gốc ghi năm 1837, nhưng một ấn bản với phần "Advertisement" (Quảng cáo) của nhà in lại ghi là tháng 2 năm  1838 nên nó là năm 1838. Tuy nhiên, do quyển này dường như là được công bố từng phần (xem Loud. Gard. Mag., 4-1835, xi. 194), nên có lẽ phần lớn đã được công bố năm 1837 và chỉ phần cuối công bố đầu năm 1838.
- Tư liệu liên quan tới Streptocaulon tại Wikimedia Commons
- Dữ liệu liên quan tới Streptocaulon tại Wikispecies